# Cándida Villar
Cándida Villar (Martos, Jaén, 1931) es una locutora de radio y actriz española. Trabajó junto a Guillermo Fesser y Juan Luis Cano en el programa humorístico de radio Gomaespuma, en M80 Radio  y en 2007 por Onda Cero. Su labor en el programa consistió en hacer críticas de cine.
Antes de trabajar en Gomaespuma, Cándida fue asistenta de la familia de Guillermo Fesser, quien escribió un libro sobre su vida llamado Cuando dios aprieta, ahoga pero bien (1998). Este libro fue llevado al cine en 2006 por el propio Guillermo Fesser en la obra Cándida.
Cuando Gomaespuma acabaron su programa radiofónico, trabajó durante 3 años en el programa de cine "Cinexprés" de Canal+  realizando las "críticas" de cine desde su casa y disfrazada acorde con la película de la que hablaba.

## Reconocimientos
Con motivo de su 90 cumpleaños, en 2022, Guillermo Fesser llevó a cabo la iniciativa «postales para Cándida».
Cándida recibió más de 1000 postales el 30 de enero de 2022, cuando cumplió 90 años.